# Runaway, brigada central
Runaway, brigada central (títol original: Runaway) és una pel·lícula de ciència-ficció estatunidenca dirigida per Michael Crichton, estrenada l'any 1984. Ha estat doblada al català.

## Argument
En un futur pròxim on els robots són part de la vida diària, el sergent Jack Ramsay és un policia especialitzat en les intervencions sobre els « desviats », els robots espatllats que posen en perill el seu entorn. Amb la seva companya Karen, investiguen sobre un tràfic de xips electrònics que permeten transformar qualsevol robot domèstic en una màquina de matar.

## Repartiment
- Tom Selleck: El sergent Jack R. Ramsay
- Cynthia Rhodes: L'oficial Karen Thompson
- Gene Simmons: Dr. Charles Luther
- Kirstie Alley: Jackie Rogers
- Stan Shaw: El sergent Marvin James
- G. W. Bailey: El cap de la policia
- Joey Cramer: Bobby Ramsay
- Chris Mulkey: David Johnson
- Elizabeth Norment: Mlle Shields
- Michael Paul Chan: Wilson
- Carol Teasdale: Sally
- Jackson Davies: Jerry
- Paul Batten: Harry
- Marilyn Schreffler: Lois (veus)
- Betty Phillips: Linda
- Andrew Rhodes: El cameraman